# Doutrina
Doutrina (do latim: doctrina , que significa "ensino, instrução") é uma codificação de crenças ou um corpo de ensinamentos ou instruções, princípios ensinados ou posições, como a essência dos ensinamentos em um determinado ramo do conhecimento ou em um sistema de crenças. O similar em grego é "catecismo".
O termo doutrina também pode ser definido como o conjunto de princípios que servem de base a um sistema: religioso, político, filosófico, militar, pedagógico, entre outros.
Freqüentemente, a palavra doutrina sugere especificamente um corpo de princípios religiosos promulgados por uma igreja. A doutrina também pode se referir a um princípio de direito, nas tradições do direito consuetudinário, estabelecido por meio de uma história de decisões passadas.
No Direito, a Doutrina é a opinião especializada que, ainda que não produza efeitos como a Lei e a Jurisprudência por não ser emanada da autoridade estatal, influencia na aplicação das normas no caso concreto. Por exemplo, a doutrina da personalidade do nascituro (ser existente no ventre materno) estabelece que o nascituro tem direitos de personalidade mesmo antes do nascimento, considerando a provável personalidade futura que irá adquirir e os efeitos futuros que podem causar prejuízo a mesma quando passar a existir.

## Conceituação
O termo "doutrina" é utilizado em diversos contextos e pode ter significados variados dependendo da área de estudo ou aplicação. De maneira mais ampla, a doutrina refere-se a um conjunto de princípios, crenças, ensinamentos ou diretrizes que orientam o pensamento, ação ou prática em um determinado campo.
Na religião, a doutrina refere-se aos ensinamentos fundamentais e princípios de uma fé específica, estabelecendo as crenças essenciais que os seguidores devem adotar. Em termos jurídicos, a doutrina consiste em teorias, preceitos e princípios desenvolvidos por juristas e estudiosos do direito para interpretar, explicar e aplicar normas jurídicas.  Na esfera militar, a doutrina militar consiste em princípios e diretrizes que orientam as forças armadas em termos de estratégia, táticas, treinamento e operações.
Em política, a doutrina pode se referir aos princípios fundamentais que guiam uma ideologia, partido político ou movimento, delineando suas crenças e metas. No contexto educacional, a doutrina educacional refere-se aos princípios pedagógicos, métodos de ensino e valores que orientam a prática educacional em uma instituição ou sistema, em que pese haver uma notável distinção entre a ideia de doutrinação (aprendizado mecânico e não reflexivo) e educação (facilitação do processo de ensino-aprendizagem ou a aquisição de conhecimentos, habilidades, valores, moral, crenças e hábito, de modo consciente e reflexivo).
Na filosofia, a doutrina abrange um corpo de ensinamentos sistemáticos sobre questões filosóficas, éticas, metafísicas ou epistemológicas. Em um ambiente empresarial, a doutrina organizacional, também referida como modelo organizacional em certos contexto, refere-se a princípios orientadores, valores e estratégias que uma empresa adota para alcançar seus objetivos.
Em termos sociais, a doutrina social pode se referir aos princípios éticos e morais que orientam o comportamento e as interações dentro de uma sociedade, comunidade ou religião. O conceito de "doutrina social" refere-se a um conjunto de princípios, valores, ensinamentos e diretrizes desenvolvidos por uma instituição, organização ou sistema de pensamento para orientar a conduta social, econômica e política. Essa doutrina tem como objetivo fornecer uma base ética e moral para a interação humana em diversos contextos sociais. Geralmente, a doutrina social está associada a entidades como igrejas, organizações filosóficas, políticas ou até mesmo ações governamentais.

## Propagação
As doutrinas podem ser propagadas de diversas maneiras, entre estas destacam-se:
- A catequese, que representa um tipo de ensinamento religioso cristão, muito utilizado pela Igreja Católica, entre outras;
- O ensinamento dirigido, este podendo ser orientado para os mais diversos fins, desde religiosos até comerciais;
- A pregação, também uma forma de propagar as doutrinas religiosas;
- A opinião de autores, também considerada uma forma de doutrinamento no sentido de ensinamento;
- Texto de obras escritas, como regras, preceitos, normas, etc que norteiam determinada forma de ação.
- Através das escolas filosóficas, ou doutrinas filosóficas, é um conjunto de prinípios que segue uma filosofia/pensamento, existem vários tipos de doutrinas filosóficas: idealismo platônico; positivismo lógico de Wittgenstein; idealismo transcendental kantiano; realismo aristotélico seguido por Tomás de Aquino; pensamento ilustrado de Rousseau; racionalismo cartesiano de René Descartes; empirismo de Hume.[19]

## Doutrinas e Teorias
A ciência na antiguidade era unida com a filosofia, assim, é complicado utilizando-se os critérios atuais a delimitarem estas duas áreas do conhecimento, reconhecer uma autêntica ciência antiga a se apoiar na experimentação. Não havia a preocupação de distinguir "doutrina filosófica" e "teoria científica"; pois as experiências, quando passíveis de execução, tinham objetivo de somar argumentos favoráveis a uma doutrina mais geral, do que a propor leis específicas. À medida em que os equipamentos laboratoriais evoluiram, o humano passou a procurar a especialização. A doutrina da ciência estabelece a forma da ciência como uma demonstração lógica. É diferente de modelos que privilegiam os reflexos da consciência intuitiva ou da experiência empírica.
No contexto científico, os termos "doutrina" e "teoria" têm significados distintos. A doutrina refere-se a um conjunto de princípios ou ensinamentos que são aceitos como verdadeiros por uma determinada escola de pensamento, grupo religioso, filosofia ou disciplina. Ela geralmente não é baseada em evidências empíricas ou método científico, mas sim em crenças, valores ou tradições. No contexto científico, uma teoria é uma explicação abrangente e fundamentada de algum aspecto do mundo natural, que é amplamente aceita pela comunidade científica devido às evidências acumuladas. As teorias científicas são construídas com base em observações, experimentos e análises de dados. Diferentemente do uso cotidiano da palavra "teoria" (como algo especulativo ou incerto), uma teoria científica é uma explicação sólida e bem fundamentada que resistiu a testes rigorosos e escrutínio crítico.
A ciência lida normalmente com Teorias, Leis e Postulados. Lei (Ciência) é uma declaração concisa e matemática que descreve regularidades observadas na natureza. As leis cientficas não explicam o "porquê" por trás do fenômeno, mas apenas descrevem relações observáveis. Por exemplo, a Lei da Gravitação Universal de Newton descreve a atração entre duas massas. Os postulados (ou axiomas) são afirmações básicas que são aceitas sem prova dentro de um sistema lógico ou teoria. Eles servem como axiomas fundamentais sobre os quais uma teoria é construída. Por exemplo, na geometria euclidiana, os postulados incluem afirmações básicas sobre linhas, pontos e planos.
Teorias científicas são explicações abrangentes e testadas que unificam uma série de observações e leis em um contexto coerente. Ao contrário das leis, as teorias buscam fornecer uma explicação para os fenômenos observados. Elas são baseadas em evidências empíricas e podem ser refinadas com o tempo à medida que novas observações são feitas. Exemplos incluem a Teoria da Evolução de Darwin, a Teoria Quântica e a Teoria da Relatividade de Einstein.
Um princípio científico é uma proposição geral que é aceita como verdadeira e serve como base para explicações e interpretações. Princípios fornecem diretrizes ou regras fundamentais que orientam o entendimento de fenômenos naturais. Essas são verdades gerais que ajudam a explicar o funcionamento básico do mundo. Exemplos incluem o Princípio da Conservação de Energia e o Princípio da Incerteza na mecânica quântica.   Um modelo científico é uma representação simplificada ou abstrata de um sistema ou fenômeno natural que ajuda os cientistas a entender, explicar ou prever o comportamento desse sistema. Modelos podem ser físicos, matemáticos, computacionais ou conceituais. Eles são construídos para capturar as características essenciais de um fenômeno, enquanto deixam de lado detalhes menos relevantes. Por exemplo, um modelo do sistema solar pode ser usado para ilustrar a órbita dos planetas ao redor do Sol.

## Uso religioso
Exemplos de doutrinas religiosas incluem:
- teologia cristã:[29]
  - Doutrinas como a Trindade, o nascimento virginal e a expiação;[29]
  - O Manual de Doutrina do Exército de Salvação;[30]
  - Transubstanciação e ensinos marianos na teologia católica romana. O departamento da Cúria Romana que trata das questões doutrinárias chama-se Congregação para a Doutrina da Fé.[31]
  - A distintiva doutrina calvinista da "dupla" predestinação;[29]
  - A Igreja Metodista da Grã-Bretanha refere-se às "doutrinas às quais os pregadores da Igreja Metodista estão comprometidos" como padrões doutrinários;[29]
  - Outra Doutrinas Cristãs;[29]
- Yuga no hinduísmo.[29]
- Postulação ou Syādvāda no Jainismo;[29]
- As Quatro Nobres Verdades do Budismo;[29]

A doutrina católica romana e ortodoxa geralmente vem dos escritos dos Padres da Igreja , que foram esclarecidos em vários concílios ecumênicos. Versões curtas podem ser encontradas em breves declarações da doutrina cristã, em livros de oração. Versões mais longas assumem a forma de catecismos. Os protestantes geralmente rejeitam a tradição cristã e, em vez disso, derivam sua doutrina unicamente da Bíblia.

### Característica da religiosidade
Segundo o sociólogo Mervin Verbit, a doutrina pode ser entendida como um dos componentes-chave da religiosidade. Ele divide a doutrina em quatro categorias: conteúdo, frequência (grau em que pode ocupar a mente da pessoa), intensidade e centralidade. Cada um deles pode variar de uma religião para outra, dentro dessa tradição religiosa.  Nesse sentido, a doutrina é semelhante à noção de "crença" de Charles Glock, ou seja, a dimensão da religiosidade.

### Diferença entre Dogma e Doutrina
A "doutrina" e o "dogma" referem-se à explicação e versão oficialmente aceitável de um ensinamento religioso. O desenvolvimento dessas doutrinas e dogmas teve um impacto significativo nas tradições, instituições e práticas religiosas em todo o mundo. Além disso, essas doutrinas foram influenciadas e influenciaram o desenvolvimento contínuo da história secular, ciência e filosofia. O termo "doutrina" em teologia é um termo genérico para o componente teórico da experiência religiosa, buscando fornecer sistemas intelectuais para orientar a instrução, disciplina, propaganda e controvérsia religiosas.
O "dogma" refere-se especificamente ao destilado das doutrinas, representando os princípios básicos ou axiomáticos no cerne da reflexão doutrinária, professados como essenciais por todos os fiéis. Essa distinção aparece no Cristianismo no Novo Testamento, onde "didaskalia" significa "ensinamentos básicos", enquanto "dogma" é usado no sentido de um julgamento ou decreto oficial. As funções de doutrinas e dogmas variam nas tradições religiosas, servindo como guias para instrução, interpretação de escrituras sagradas, compreensão de obrigações e deveres, além de defender a fé contra interpretações equivocadas. O desenvolvimento doutrinário em todas as tradições religiosas é afetado por pensadores poderosos que sintetizam elementos tradicionais, influenciando assim a história subsequente da tradição.

## Uso filosófico
Um ramo filosófico é um divisão ampla do assunto geral. A doutrina filosófica é uma teoria, princípio, posição, sistema, código de crenças ou conjunto de ensinamentos específico. São os famosos “-ismos” da Filosofia (por exemplo, o materialismo).  Dentro de cada segmento, existem um número de doutrinas relacionadas, semelhantes ou opostas cobrindo diferentes aspectos do todo, embora muitas doutrinas se sobrepõem e podem ter repercussões em, mais de um ramo da Filosofia. O distinção entre doutrinas ou teorias filosóficas e as diversas movimentos ou escolas de filosofia às vezes é confuso.
Exemplos do uso filosófico são As 40 Doutrinas Principais de Epicuro, das quais as quatro primeiras constituem o Tetrapharmakos.

## Uso militar
O termo também se aplica ao conceito de procedimento estabelecido para uma operação de guerra complexa. O exemplo típico é a doutrina tática em que um conjunto padrão de manobras, tipos de tropas e armas são empregados como uma abordagem padrão para um tipo de ataque.
Exemplos de doutrinas militares incluem:
- guerra racial;
- Táticas de bater e correr(hit-and-run tatics);
- Doutrinas de Mahan do final do século XIX até meados do século XX;
- Doutrina da caça ao homem (Manhunt) ou destruição individual garantida;
- Doutrina Reagan da Guerra Fria;
- Choque e pavor;
- Batalha profunda soviética da segunda guerra mundial;
- Guerra de trincheiras da Primeira Guerra Mundial;[38]

Quase toda organização militar tem sua própria doutrina, às vezes escrita, às vezes não escrita. Algumas doutrinas militares são transmitidas por meio de programas de treinamento. Mais recentemente, em operações modernas de manutenção da paz, que envolvem operações civis e militares, doutrinas mais abrangentes (não apenas militares) estão surgindo, como a "Doutrina Capstone" das operações de manutenção da paz das Nações Unidas de 2008 que fala sobre civis e militares integrados operações.

## Uso político
Por definição, a doutrina política é "[uma] política, posição ou princípio defendido, ensinado ou posto em prática relativo à aquisição e exercício do poder de governar ou administrar na sociedade." O termo doutrina política às vezes é erroneamente identificado com ideologia política. No entanto, a doutrina carece do aspecto prático e relativo a ações, algo mais comum a ideologia. É principalmente um discurso teórico, que "refere-se a uma soma coerente de afirmações sobre o que um determinado tópico deveria ser" (Bernard Crick). A doutrina política é baseada em um conjunto de valores racionalmente elaborados, que podem preceder a formação de uma identidade política por si mesma. Preocupa-se com orientações filosóficas em um nível meta-teórico, além da teoria.
A noção de Doutrina (política) refere-se a um conjunto organizado e sistemático de princípios, crenças, valores e diretrizes que orientam a ação política de um grupo, partido, movimento ou governo. É uma estrutura de pensamento que fornece uma base ideológica e filosófica para as decisões políticas e as práticas adotadas por uma entidade política específica. Essas doutrinas podem abranger uma ampla gama de temas, desde a economia e a justiça social até a diplomacia e a segurança nacional. Uma doutrina política é essencialmente um conjunto de orientações que molda a visão de mundo de um grupo político e influencia as políticas que são propostas, defendidas e implementadas.
Ela desempenha um papel crucial na definição da identidade política e na criação de uma narrativa coerente em torno dos objetivos e valores dessa entidade. As doutrinas podem variar substancialmente, refletindo diferentes correntes ideológicas, culturais e históricas. Quando uma doutrina é formada e adotada por um governo, ela exerce uma influência significativa nas políticas públicas, nas relações internacionais e na forma como o poder é exercido.
A Guerra Fria viu a enunciação de diversas doutrinas estratégicas destinadas a conter a expansão soviética. Exemplos do uso político do termo, podem ser visualizados no contexto da Guerra Fria: refere-se a políticas ou estratégias específicas adotadas por governos para lidar com as tensões e rivalidades entre os Estados Unidos e a União Soviética durante o período pós-Segunda Guerra Mundial. Essas doutrinas eram frequentemente expressas em discursos oficiais de líderes políticos e militares e delineavam as abordagens e políticas que um país deveria adotar em relação à segurança global e à contenção do avanço do comunismo ou do capitalismo, dependendo da perspectiva do país.
Um exemplo notável é a "Doutrina Carter", que se refere às políticas externas propostas pelo presidente dos Estados Unidos, Jimmy Carter, durante seu mandato na década de 1970. A Doutrina Carter estava focada principalmente na promoção dos direitos humanos e na busca da paz, visando estabelecer uma política externa mais ética e centrada nos valores democráticos. A Doutrina Carter foi articulada em um discurso proferido pelo presidente em 1977, no qual ele destacou que os Estados Unidos não apoiariam regimes autoritários que violassem os direitos humanos. A Doutrina Carter foi anunciada em 1980 pelo presidente americano Jimmy Carter após a invasão e ocupação soviética de Afeganistão. Declarou que qualquer agressão soviética ao Golfo Pérsico seria considerada um perigo para os interesses essenciais dos Estados Unidos. Isto levou à criação de importantes instalações militares americanas na área e à formação da Força de Desdobramento Rápido. A proclamação reforçou a Doutrina Truman e a Doutrina Eisenhower anteriores e, até certo ponto, rejeitou a Doutrina Nixon. A essa foi seguida a Doutrina Reagan.

## Uso legal
É importante diferenciar os diversos signifiados que o termo doutrina tem no campo jurídico (direito). O termo "doutrina" é utilizado no contexto jurídico de maneiras diferentes nos sistemas de common law e civil law. No common law, o termo "doutrina" frequentemente se refere à jurisprudência desenvolvida por tribunais em decisões anteriores. A doutrina jurisprudencial é um conjunto de princípios e interpretações que se acumula ao longo do tempo por meio das decisões dos tribunais. Essas decisões não são necessariamente vinculativas, mas têm influência significativa em casos futuros. Além disso, a doutrina pode se referir a comentários e análises jurídicas elaborados por acadêmicos, advogados e especialistas. Esses comentários, embora não tenham força vinculativa como a lei, podem influenciar a interpretação de leis e precedentes judiciais.
No contexto do civil law, o termo "doutrina" muitas vezes está associado à teoria jurídica, incluindo os princípios e conceitos elaborados por acadêmicos (estudiosos científicos do direito). A doutrina jurídica, nesse sentido, abrange as discussões teóricas sobre a natureza do direito, os fundamentos das normas legais e a interpretação das leis. Também se refere a comentários científicos e análises realizadas por estudiosos do direito. Esses comentários são valorizados como orientações acadêmicas e podem ser utilizados para fundamentar argumentos em processos judiciais.
Nesse sentido, a acepção de doutrina jurídica (adotada no Brasil e em outros países do Civil Law)  é de um conjunto de interpretações e análises teóricas elaboradas por estudiosos e especialistas em relação às normas e princípios legais. É uma das tradicionais fontes de direito.  Este corpo de conhecimento não apenas constitui uma fonte vital do Direito, mas também desempenha papéis cruciais ao explicar, interpretar, criticar e sugerir modificações nas leis e na sua aplicação. Alternativamente denominada como direito científico, a doutrina jurídica constitui uma disciplina humanística dedicada ao estudo do direito. Distinta em escopo e métodos em comparação com a Ciência do direito e a filosofia do direito, ela compõe-se de princípios, ideias e ensinamentos de autores e juristas. Estes elementos formam a base do Direito, exercendo uma influência significativa e fundamentando as decisões judiciais. A doutrina jurídica, enquanto fonte do Direito, é também empregada na interpretação das leis, estabelecendo as diretrizes gerais das normas jurídicas.
As funções cruciais da doutrina jurídica no contexto jurídico incluem a realização de estudos aprofundados sobre as principais normas e princípios do Direito. Além disso, ela desempenha um papel essencial na atualização contínua dos conceitos e institutos, assegurando uma conexão constante com a dinâmica realidade que está em constante evolução. Essa constante adaptação é crucial para garantir que a doutrina jurídica permaneça relevante e em sintonia com as transformações em curso na sociedade e no sistema jurídico.
Uma doutrina jurídica representa um conjunto intricado de regras inter-relacionadas, muitas vezes derivadas do direito comum e desenvolvidas ao longo de um extenso período. Essas regras estão associadas a conceitos ou princípios jurídicos específicos. Por exemplo, a doutrina da frustração de propósito é composta por vários testes e regras que se aplicam de maneira coesa, sendo abrangida por um corpo doutrinal mais amplo relacionado à "frustração do fim do contrato". Em um contexto judicial, um réu pode invocar a doutrina da justificação, conhecida no Brasil como Exclusão de ilicitude.
A doutrina, nesse contexto, carrega o sentido de ser um corpo consolidado de conhecimento jurídico que se desenvolve dentro de um ramo específico do direito. Essa construção teórica engloba uma rede intricada de doutrinas, cada uma delas representando um conjunto organizado de regras, princípios e conceitos inter-relacionados. Portanto, as doutrinas são essenciais para a compreensão, interpretação e aplicação das normas legais dentro de uma área específica do sistema jurídico. Elas servem como guias fundamentais para advogados, juristas e profissionais do direito, contribuindo para a coerência e a evolução do entendimento jurídico em um determinado campo.  Por exemplo, quando se tenta provar que o evento crucial não aconteceu, isso faz parte das regras que envolvem a quebra de um contrato. Essas regras, chamadas de doutrina da frustração do contrato, fazem parte do direito contratual. Ao longo do tempo, essas regras podem evoluir e se tornar uma área separada da lei; agora, a restituição é vista como uma área distinta, diferente dos contratos e atos ilícitos.

## Acadêmico
O título de Doutor significa, na verdade, "aquele que tem autoridade para estabelecer doutrina em sua respectiva área de estudo"; um doutorado é um diploma acadêmico terminal que confere legalmente essa autoridade em sua respectiva área.

## Doutrinas de manutenção da paz
Nas operações de manutenção da paz modernas, que envolvem operações civis e militares, estão surgindo doutrinas mais abrangentes e não apenas militares, como a ação de 2008 das Nações Unidas nas operações de manutenção da paz, na qual foi adotada a "Doutrina Capstone" que trata de operações civis e militares integradas.  Nas operações contemporâneas de manutenção da paz, observamos uma transformação significativa em relação às abordagens convencionais, que historicamente se concentravam principalmente em aspectos militares. Este paradigma evolutivo ficou evidente na notável ação de 2008 das Nações Unidas, onde uma abordagem mais holística foi adotada, culminando na concepção da "Doutrina Capstone".
Esta doutrina marca uma mudança fundamental ao reconhecer a necessidade premente de integração entre as dimensões civil e militar nas operações de manutenção da paz. A "Doutrina Capstone" representa um marco conceitual que transcende as fronteiras tradicionais entre as esferas civil e militar. Ao abordar as operações de manutenção da paz de maneira mais abrangente, ela busca não apenas preservar a estabilidade por meio da força militar, mas também promover a reconstrução e o desenvolvimento das comunidades afetadas. Isso implica uma compreensão mais profunda das complexas dinâmicas sociais, econômicas e políticas que permeiam os contextos onde essas operações são conduzidas.